# 캐슬록
캐슬록(영어: Castle Rock)은 스티븐 킹의 가상의 메인주 장소 중 하나이고 많은 작품의 배경이 되었다. 캐슬록은 킹의 1979년 작품인 <죽음의 지대>(The Dead Zone)라는 소설에서 처음 등장했으며, 최근에 2013년 작품인 <닥터 슬립>, 2014년 작품인 <리바이벌>에서 재등장했다. 이름은 윌리엄 골딩의 <파리 대왕>에 나오는 가상의 요새에서 따왔다.
메인주 포틀랜드의 토박이인 스티븐 킹은 가상의 메인주 마을 세 곳(데리, 캐슬록, 살렘스롯)을 중심적인 배경으로 작품에 등장시켰다.

## 지리
캐슬록의 인구는 1959년에 1280명이었으며 연대기상으로 마지막에 등장한 <캐슬록의 비밀>(Needful Things)에서 1500명이 되었다. <캐슬록의 비밀>에서 캐슬록은 사우스 파리로부터 남서쪽으로 18 마일 떨어져 있다. <크립쇼>(1982)의 두번째 에피소드인 "조디 버렐의 외로운 죽음"의 끝 부분에서 포틀랜드로부터 37 마일, 보스턴에서 188 마일 떨어져 있다는 표지판이 나온다. 그러나 "조디 버렐의 외로운 죽음"의 원작인 <잡초>는 뉴햄프셔를 배경으로 하고 있다.
이 에피소드로부터 얻을 수 있는 결론은 지리학상으로 캐슬록은 메인주 포틀랜드를 중심으로 한 반지름이 37 마일인 원의 북쪽 반구에 위치하고 있다는 것이다. 이 원 안에는 더럼 (노스캐롤라이나주), 리즈번, 댄빌, 오번 (메인주), 루이스턴, 브릿턴, 그리고 아마도 사바투스가 위치해 있을 것이다. 스티븐 킹의 공식 홈페이지의 지도에서는 캐슬록이 우드스톡 시 근처에 있는 옥스포드 카운티에 위치한 것으로 되어 있다. 그러나 캐슬록이 등장하는 작품에서는 "캐슬 카운티"에 위치한 것으로 나온다. 또한 이 카운티에 캐슬 래이크(Castle Lake)와 캐슬 뷰(Castle View) 같은 도시도 위치해 있는 것으로 나온다. 캐슬록의 위치는 같은 이름의 공원이 있는 마블헤드(Marblehead)와 관련이 있을지도 모른다.

## 캐슬록을 배경으로 한 작품
- 죽음의 지대(The Dead Zone)
- 쿠조(Cujo)
- "시체(The Body)" (사계(Different Seasons))
- "오토 삼촌의 트럭(Uncle Otto's Truck)" (스켈레톤 크루(Skeleton Crew))
- "토드 부인의 지름길(Mrs. Todd's Shortcut)" (스켈레톤 크루(Skeleton Crew))
- 다크 하프(The Dark Half)
- "The Sun Dog" (나이트메어스 앤 드림스케이프스(Nightmares & Dreamscapes))
- "프리미엄 하모니(Premium Harmony)" (악몽을 파는 가게(The Bazaar of Bad Dreams))
- "Gwendy's Button Box" (리처드 치즈머가 쓴 중편 소설)

## 캐슬록이 언급된 작품
- "철야 근무(Graveyard Shift)" - 스티븐 킹 단편집(Night Shift))
- 크립쇼(Creepshow) - TV 드라마
- "리타 헤이워드와 쇼생크 탈출(Rita Hayworth and Shawshank Redemption)" - 사계(Different Seasons)
- 애완동물 공동묘지(Pet Sematary)
- "할머니(Gramma)" - 스켈레톤 크루(Skeleton Crew)
- "노나(Nona)" - 스켈레톤 크루(Skeleton Crew)
- 그것(It)
- 제럴드의 게임(Gerald's Game)
- Sleepwalkers (보안관의 회상에서 언급됨)
- 스탠드(The Stand)
- 자루 속의 뼈(Bag of Bones: 이 소설에서 중요한 부분은 캐슬록과 데리 주변, 다크 스코어 호수의 TR90에서 일어났다)
- 톰 고든을 사랑한 소녀(The Girl Who Loved Tom Gordon)
- Riding the Bullet
- 드림캐쳐(Dreamcatcher: 캐슬록 라디오 방송국이 언급됨)
- "검은 정장의 악마(The Man in the Black Suit)" - 스티븐 킹 단편집 모든 일은 결국 벌어진다(Everything's Eventual)
- Kingdom Hospital (TV 시리즈)
- 리시 이야기(Lisey's Story)
- "N." (해가 저문 이후(Just After Sunset))
- 언더 더 돔(Under the Dome) : 체스터스 밀(Chester’s Mill)이 캐슬록과 가깝다고 언급되고 책의 서문에 캐슬록으로 향하는 길이 나타나 있다
- "Premium Harmony" - 2009년 11월에 뉴요커 지에 발표된 단편
- 11/22/63
- “행복한 결혼 생활(A Good Marriage)” - 별도 없는 한밤에(Full Dark, No Stars)
- 닥터 슬립(Doctor Sleep)
- 리바이벌(Revival)

## 매체
"시체(The Body)" (사계(Different Seasons))를 원작으로 한 영화 <스탠 바이 미(Stand by Me)>(1986)에서 오리건 주에 있는 캐슬록 시가 언급된다. 이 영화의 감독 롭 라이너는 나중어 그의 제작 회사를 캐슬 록 엔터테인먼트(Castle Rock Entertainment)라고 이름 짓는다. 캐슬 록 엔터테인먼트는 스티븐 킹의 다른 작품들도 각색했다.
캐슬록은 스티븐 킹의 아내 태비사 킹의 소설 One on One(1993)에서도 언급된다. 그녀는 후기에 이름을 빌려쓰는 것을 “허락해줄 정도로 착한 다른 소설가”에게 감사를 표한다.
같은 이름의 소설을 원작으로 한 미스트 (영화)(2007)에서는 데이비드 드래이튼이 캐슬록 타임즈라는 신문을 읽고 있다.

## 스티븐 킹의 다른 창작 중 메인 주에 위치한 곳
자주 사용되는 데리, 캐슬록, 예루살렘의 롯 말고도, 스티븐 킹은 다른 메인 주에 위치한 도시들을 창작했다. <캐리>의 Chamberlain, <언더 더 돔>의 체스터스 밀, <토미노커(The Tommyknockers)>의 헤이븐, <돌로레스 클레이본(Dolores Claiborne)>과 Storm of the Century의 Little Tall Island, <애완동물 공동묘지>와 <다크 하프>의 Ludlow(진짜 메인주의 Ludlow와는 관련이 없다)가 있다.

## TV 미니 시리즈
2017년 2월 17일, 훌루(Hulu)는 스티븐 킹의 작품을 배경으로 한 드라마를 J.J 에이브럼스와 스티븐 킹과 협력하여 제작한다고 발표했다. 드라마의 이름은 스티븐 킹의 작품의 배경으로 자주 등장한 메인주에 위치한 가상의 도시 캐슬록에서 따왔다. 이 드라마는 스티븐 킹의 작품 세계의 주제와 세계를 그의 가장 사랑받는 소설들을 중심으로 살펴볼 것이다. 2017년 2월 21일, 훌루는 드라마는 전체 10화이고, 곧 제작에 들어갈 것이라고 발표했다. 멜러니 린스키, 안드레이 홀랜드, 시씨 스페이식, 제인 레비, 빌 스카르스고르드가 캐스팅되었다.